# District d'Ambilobe
Le district d'Ambilobe est un district malgache située dans la région de Diana au nord du pays, dans la province de Diego-Suarez.
Le district est constitué de quinze communes (Kaominina) rurales et urbaines sur une superficie de 7 714 km2 :
| Ambakirano            | 16 000       |  |
| Ambalan'anjavy        | 3 743        |  |
| Ambarakaraka          | 16 114       |  |
| Ambilobe Chef-lieu    | 56 000       |  |
| Ambodibonara          | 8 652        |  |
| Ampondralava          | 6 381        |  |
| Anaborano Ifasy       | 24 852       |  |
| Anjiabe Ambony        | 5 285        |  |
| Antsaravibe           | 10 648       |  |
| Antsohimbondrona      | 32 080       |  |
| Beramanja             | 26 273       |  |
| Betsihaka             | 10 661       |  |
| Manambato             | 7 000        |  |
| Mantaly               | 14 420       |  |
| Tanambao Marivorahona | 9 462        |  |
| 15 communes communes  | 140 556 hab. |  |